# Гайтовка
Гайтовка або Гайтівка (словац. Hajtovka) — село в Словаччині, Старолюбовняському окрузі Пряшівського краю. Розташоване в північно-східній частині Словаччини на південних схилах Любовнянської верховини.
Вперше згадується у 1427 році.
В селі є греко-католицька церква з 1872 року

## Населення
| Рік:            | 1994. | 2004.    | 2014.    | 2024.   |
| --------------- | ----- | -------- | -------- | ------- |
| Кількість осіб: | 109   | 91       | 76       | 75      |
| Різниця:        |       | -16,51 % | -16,48 % | -1,31 % |

| Рік:            | 2023. | 2024.   |
| --------------- | ----- | ------- |
| Кількість осіб: | 69    | 75      |
| Різниця:        |       | +8,69 % |

В селі проживає 81 осіб.
Національний склад населення (за даними останнього перепису населення — 2001 року):
- словаки — 93,33 %
- русини — 3,33 %
- українці — 2,22 %
- чехи — 1,11 %

Склад населення за приналежністю до релігії станом на 2001 рік:
- греко-католики — 71,11 %,
- римо-католики — 21,11 %,
- православні — 1,11 %,
- не вважають себе віруючими або не належать до жодної вищезгаданої церкви- 6,67 %